# جلينز جونز
جلينز جونز (بالإنجليزية: Glynis Johns)‏ اسمها بالكامل: غلينيس مارغريت باين جونز (5 أكتوبر 1923 - 4 يناير 2024) كانت عازفة بيانو، وممثلة بريطانية، ولدت في 5 أكتوبر 1923 في جنوب أفريقيا. تمتدّ مسيرتها الفنيّة على مدى سبعة عقود كممثلة على المسرح والشاشة، ظهرت خلالها في أكثر من 60 فيلمًا، و30 مسرحية. حصلت على عدة جوائز خلال مسيرتها الفنية، بما في ذلك جائزة توني، وجائزة دراما ديسك، بالإضافة إلى ترشيحات لجائزة الأوسكار، وجائزة الغولدن غلوب، وجائزة لورنس أوليفييه. كانت واحدة من آخر النجوم الباقين من العصر الذهبي لهوليوود، والسنوات الكلاسيكية للسينما البريطانية. بدأت مشوارها المهني سنة 1939، ومن الجوائز التي نالتها جائزة توني ودزني ليجندز (اساطير دزني) سنة 1998 وجائزة توني عن فئة أفضل ممثلة في مسرحية موسيقية ‏ سنة 1973.

## حياتها المبكرة
ولدت جونز في بريتوريا في جنوب أفريقيا، وهي ابنة الممثل الويلزي ميرفين جونز. بدأت بالظهور على المسرح في سن مبكرة، وتم تصنيفها كراقصة مسرح منذ سن المراهقة المبكرة، حيث قامت بأول ظهور لها على الشاشة في فيلم "ساوث رايدينغ" (1938). برزت في الأربعينيات بعد دورها كآنا في فيلم الدراما الحربية "49th Parallel" (1941)، الذي فازت على دورها فيه بجائزة مجلس المراجعة الوطني لأفضل تمثيل، بالإضافة إلى أدوارها الرئيسية في "ميرندا" (1948)، و"ثرد تايم لاكي" (1949). بعد فيلم "نو هايواي إن ذا سكاي" (1951)، وهو إنتاج مشترك بريطاني أمريكي، تولت جونز أدوارًا متزايدة في الولايات المتحدة، وفي بلدان أخرى. كان أول ظهور لها على شاشة التلفزيون وعلى برودواي في عام 1952، وتولت أدوارًا رئيسية في أفلام مثل "السيف والورد" (1953)، و"الضعفاء والأشرار" (1954)، و"مجنونة من الرجال" (1954)، و"المهرج الملكي" (1955)، و"ذا سوندوانرز" (1960)، و"خزانة كاليغاري" (1962)، و"تقرير تشابمان" (1962)، و"تحت حليب الخشب" (1972). وسطع نجمُها على شاشة التلفزيون في مسلسلها الكوميدي "غلينيس" (1963).
اشتهرت جونز بصوتها الأجش الخافت، وقد غنت أغاني كُتِبَت خصّيصًا لها على الشاشة والمسرح، أبرزها "Sister Suffragette"، التي كتبها إخوان شيرمان لفيلم من إنتاج ديزني "ماري بوبينز" (1964)، حيث لعبت فيه دور وينيفريد بانكس، وحازت على دورها في هذا الفيلم على جائزة لوريل. وكذلك أغنية "Send In the Clowns"، التي ألفها ستيفن سوندهايم لمسرحية برودواي "A Little Night Music" (1973)، حيث لعبت فيها دور ديزيريه أرنفيلدت، وحازت عن هذا الدور على جائزة توني، وجائزة دراما ديسك.

## أعمال

### أفلام
- (1940) لص بغداد
- (1941) النظير 49
- (1945) غرباء رائعون
- (1956) حول العالم في 80 يوما[9][10][11]
- (1956) محكمة المهرج
- (1960) المنجرفون
- (1962) تقرير تشابمان
- (1963) شرط بابا الرقيق
- (1964) ماري بوبينز[12][13][14]

## جوائز وترشيحات
جوائز
- جائزة توني
- دزني ليجندز (اساطير دزني) (1998)
- جائزة توني عن فئة أفضل ممثلة في مسرحية موسيقية [الإنجليزية]‏ (1973)

ترشيحات
- جائزة الأوسكار لأفضل ممثلة مساعدة، عن عمل: المنجرفون (1960)

## وصلات خارجية
- جلينز جونز على موقع IMDb (الإنجليزية)
- جلينز جونز على موقع الموسوعة البريطانية (الإنجليزية)
- جلينز جونز على موقع روتن توميتوز (الإنجليزية)
- جلينز جونز على موقع مونزينجر (الألمانية)
- جلينز جونز على موقع ألو سيني (الفرنسية)
- جلينز جونز على موقع ميوزك برينز (الإنجليزية)
- جلينز جونز على موقع تيرنر كلاسيك موفيز (الإنجليزية)
- جلينز جونز على موقع أول موفي (الإنجليزية)
- جلينز جونز على موقع قاعدة بيانات برودواي على الإنترنت (الإنجليزية)
- جلينز جونز على موقع قاعدة بيانات الأفلام السويدية (السويدية)